# Artukais
Artukais (finska: Artukainen) är en stadsdel i Åbo stad. Den ligger cirka fem kilometer väster om stadens centrum. Artukais har mindre än 100 invånare men mycket industri. Gatorade Center, grundad under namnet Åbohallen ligger här.

## Bildgalleri

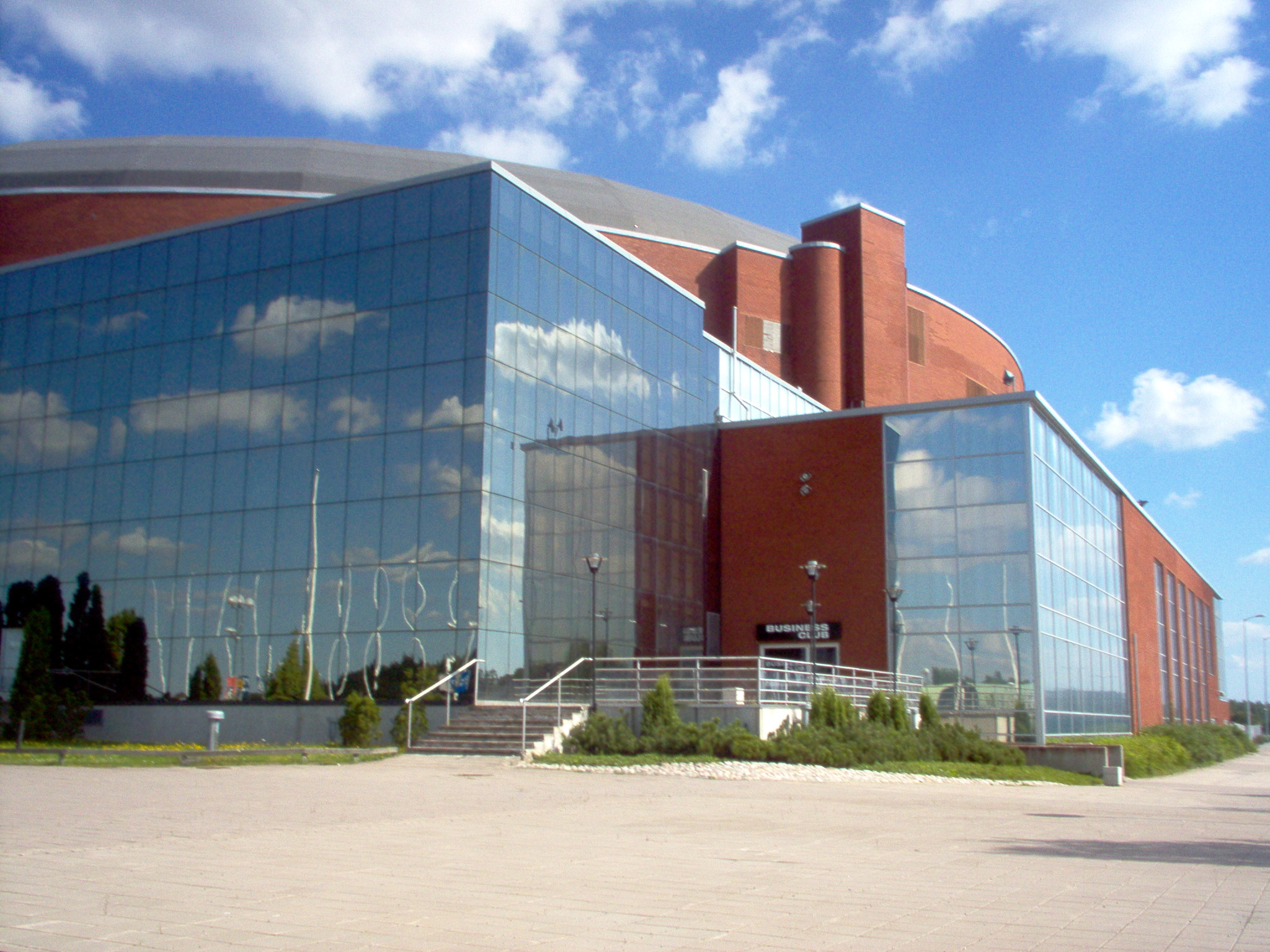
Åbohallen.
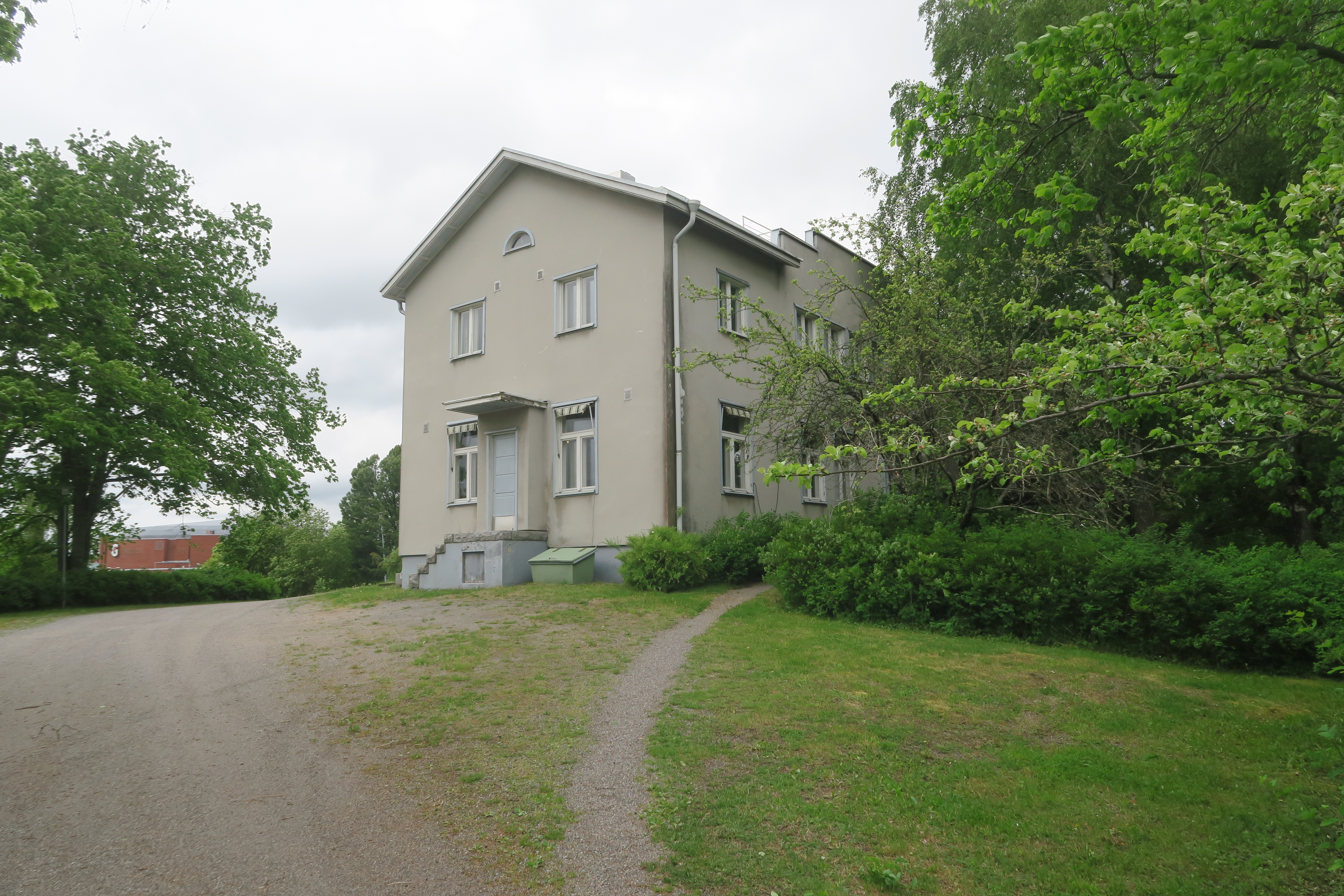
Artukais tidigare flygfält.
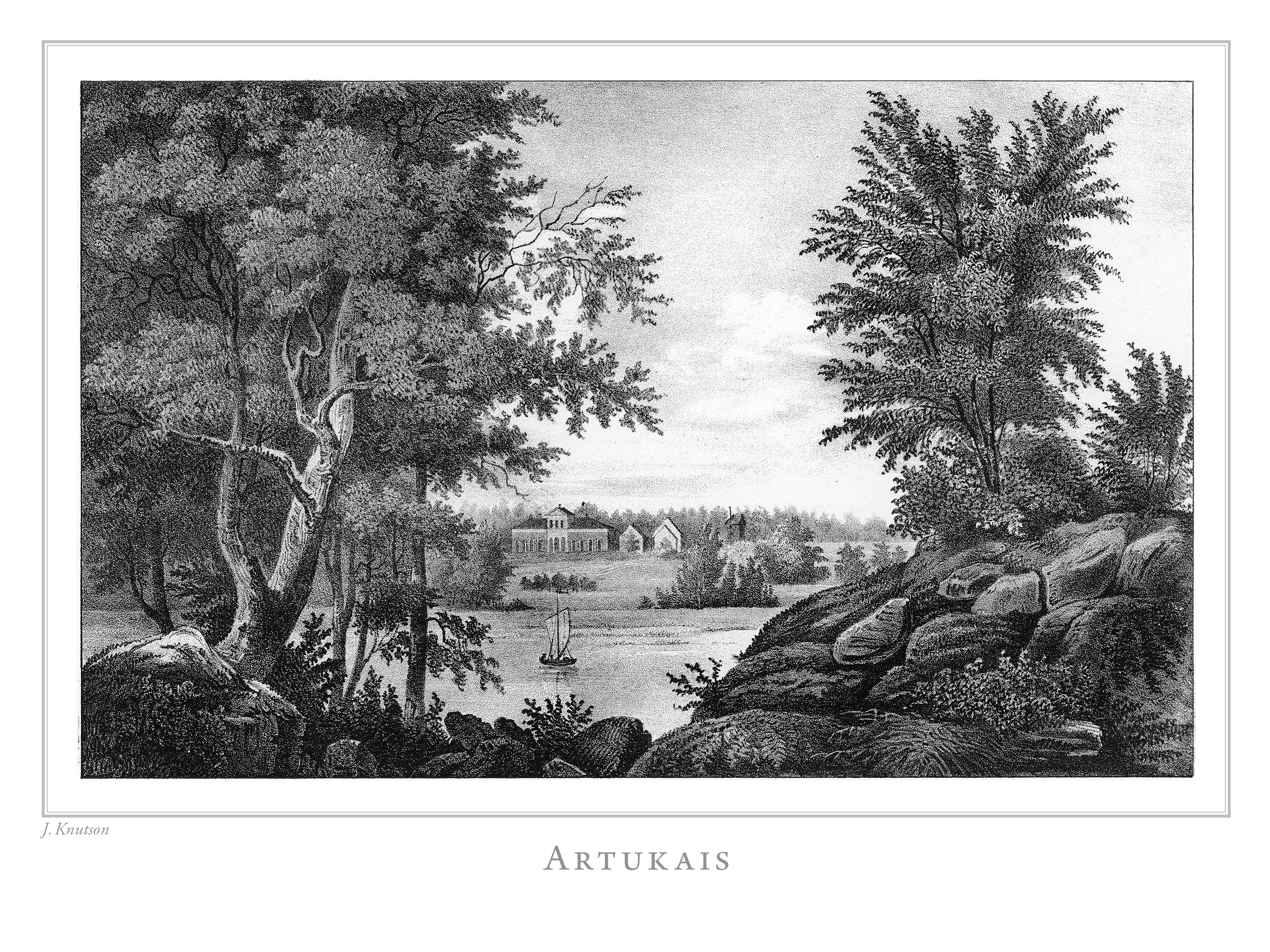
Litografi av Artukais i Finland framstäldt i teckningar utgiven 1845-1852.